# Betpakdalita-FeFe
La betpakdalita-FeFe és un mineral de la fosfats que pertany al grup de la betpakdalita.

## Característiques
La betpakdalita-FeFe és un fosfat de fórmula química [Fe3+₂ (H₂O)15(OH)₂Fe3+(H₂O)₆][Mo₈As₂Fe3+₃O37]. Va ser aprovada com a espècie vàlida per l'Associació Mineralògica Internacional l'any 2017. Cristal·litza en el sistema monoclínic.
Els exemplars que van servir per a determinar l'espècie, el que es coneix com a material tipus, es troben conservats a les col·leccions mineralògiques del Museu d'Història Natural del Comtat de Los Angeles, a Los Angeles (Califòrnia) amb el número de catàleg: 66560,i al Museu Victòria, a Melbourne (Austràlia), amb el número de registre: m53809.

## Formació i jaciments
Va ser descoberta al mont Moliagul, situat a la localitat homònima sins el comtat de Central Goldfields, a l'estat de Victòria (Austràlia). Es tracta de l'únic indret de tot el planeta on ha estat descrita aquesta espècie mineral.